# USS Mahan (DDG 72)
Az USS Mahan (DDG 72) egy irányított rakétákkal felszerelt romboló, az Amerikai Haditengerészet által üzemeltetett Arleigh Burke osztály egysége. Az osztályt Arleigh Burke tengernagyról nevezték el, aki a második világháború egyik leghíresebb amerikai rombolóparancsnoka volt, míg a Mahan névadója Alfred Thayer Mahan (1840–1914) amerikai ellentengernagy és befolyásos stratéga, akinek a haditengerészet erejéről és alkalmazásáról vallott nézeteit a korabeli nagyhatalmak jórészt átvették,
A Mahan építését 1995. június 18-án kezdték a Maine állambeli Bathban, a Bath Iron Works hajóépítő vállalatnál. 1996. június 29-én bocsátották vízre és 1998. február 14-én állt hivatalosan szolgálatba.
A Mahan volt az Arleigh Burke osztály Flight II sorozatának második egysége, számos korszerűsített rendszert és újítást használtak fel a hajó építése során.

## Építése

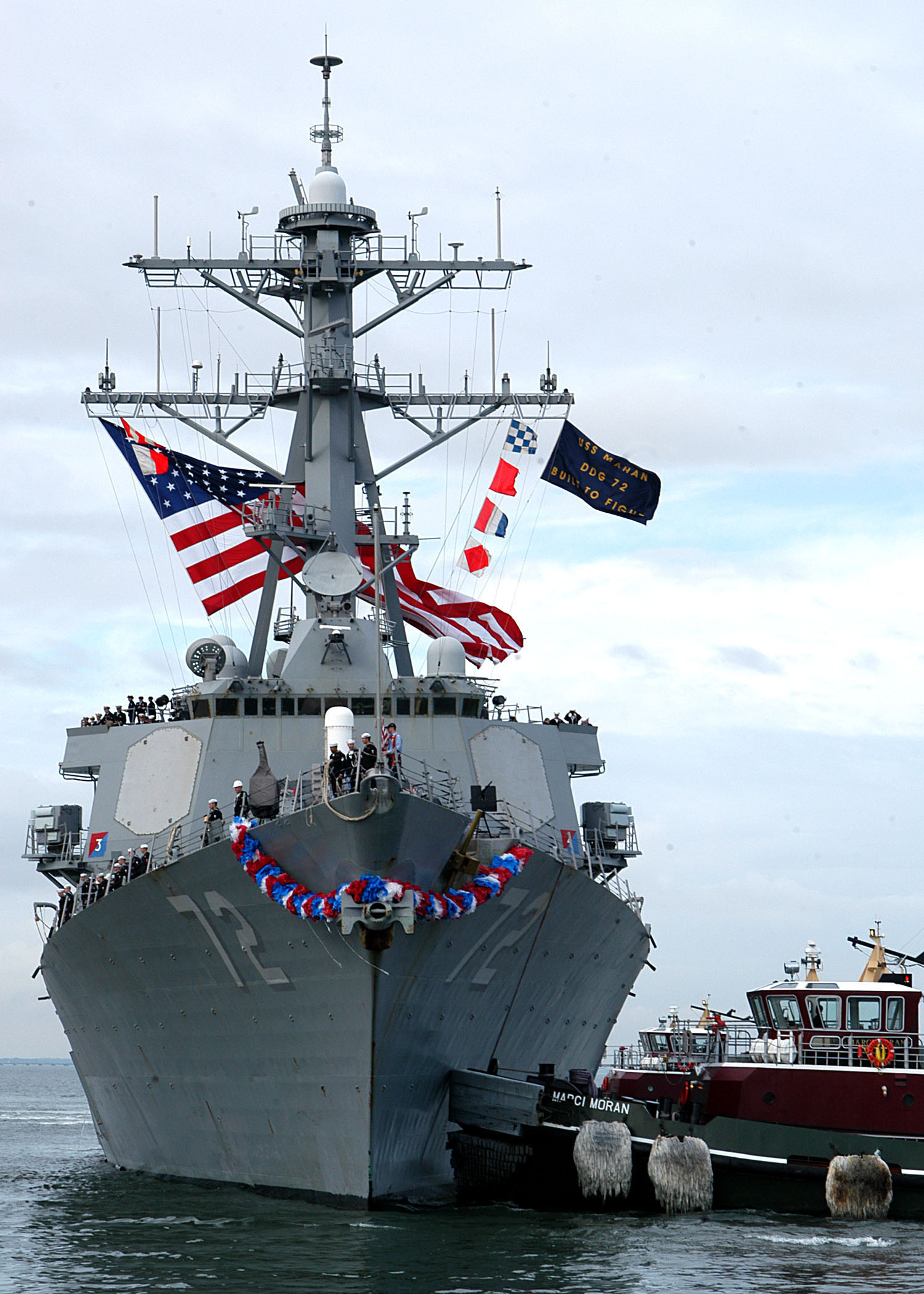
Az USS Mahan 2005-ben a norfolki haditengerészeti bázison, miután visszatért egy hat hónapos kiküldetéről, amelyet a Fekete-tengeren hajtott végre.

A Mahan-t 1992-ben rendelte meg az Amerikai Haditengerészet. A hajó építését 1995. június 18-án kezdték a Maine állambeli Bathban, a Bath Iron Works hajóépítő vállalatnál. 1996. június 29-én bocsátották vízre és 1998. február 14-én állt hivatalosan szolgálatba.

### Flight II sorozat
Az Arleigh Burke osztály Flight II sorozatának első egységeként a Mahan számos korszerűsített rendszert kapott az osztály korábbi egységeihez viszonyítva, többek között ekkor építették be először:
- a Joint Tactical Information Distribution System (JTIDS) névre keresztelt, integrált parancsnoki és irányítási rendszert, *a Tactical Data Information Exchange System (TADIXS) nevű, a hajók és a parti irányítási központok közötti információcserét lehetővé tévő rendszert
- az AN/SLQ-32 elektronikai hadviselési rendszer 3. változatát, amely már képes volt aktív lokátorzavarásra is
- az SM-2 Block IV Extended Range megnövelt hatótávolságú ballisztikus rakétaelhárító rakétát
- az AEGIS integrált felderítő és fegyverirányító rendszer 6. változatát.

A korszerűsítések révén a Mahan volt az Arleigh Burke osztály legkorszerűbb és legjobb képességű egysége szolgálatba állítása után.

## Haditengerészeti szolgálata

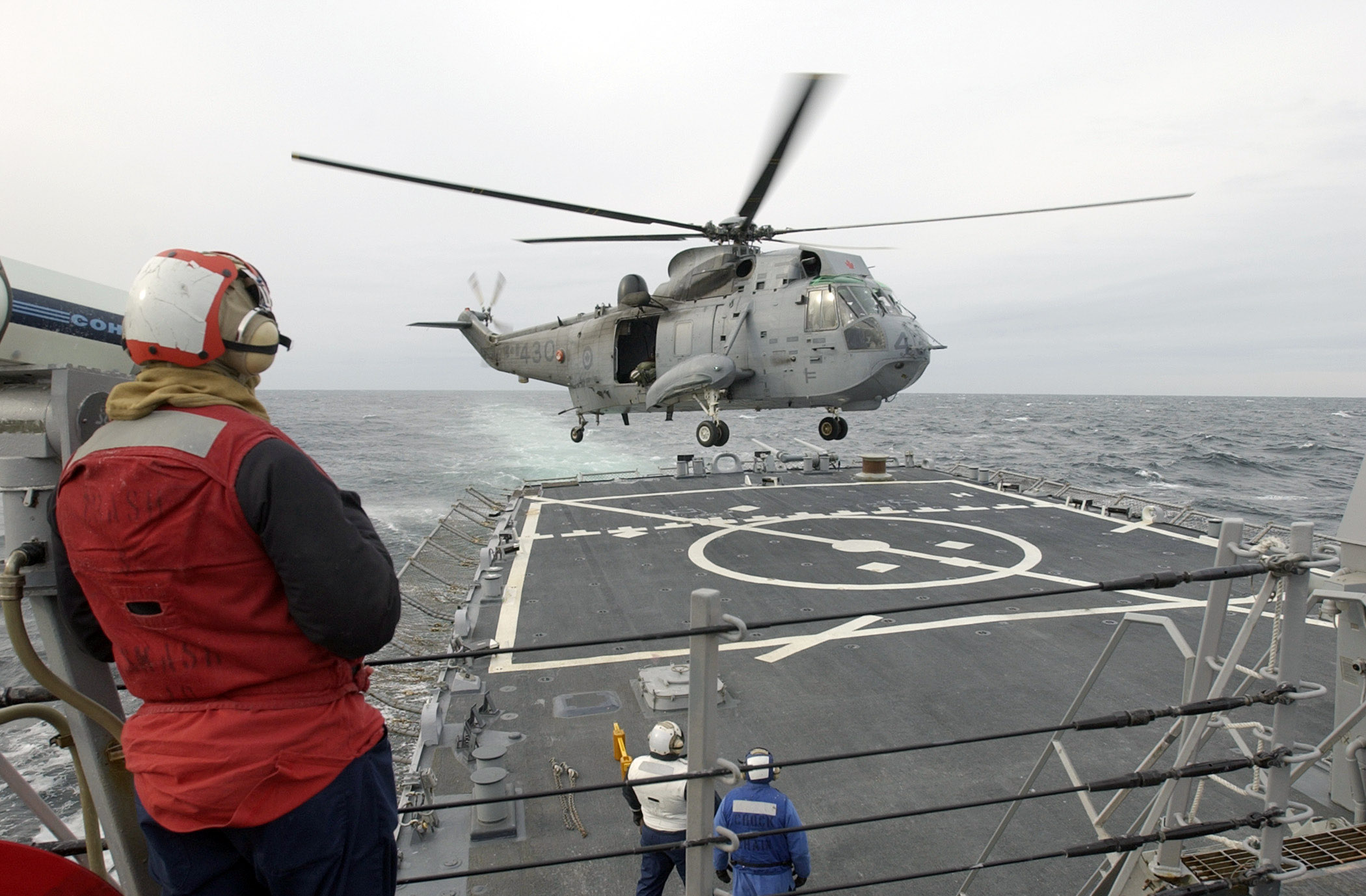
Egy kanadai H-3 Sea King helikopter leszáll a Mahan tatfedélzetén kialakított leszállópályára, egy 2005-ös NATO hadgyakorlat során.

A Mahan 1998. február 14-én állt aktív szolgálatba. 2004-ben a Földközi-tengerre vezényelték, ahol az USA Állandó Földközi-tengeri Haditengerészeti Harccsoport (Standing Naval Forces Mediterranean, STANAVFORMED) kötelékébe tartozott. A hajó részt vett az Operation Active Endeavor NATO hadműveletben, a Földközi-tenger keleti részén.
A hadművelet során a görög HS Bouboulina (F 463) fregattal (a STANAVFORMED zászlóshajójával) együtt gyakorlatot tartott két orosz hadihajóval, a Szmetlivij (SY 445) tengeralattjáró-elhárító hajóval és a Pitlivij (SY 820) örhajóval. A hadgyakorlat célja az volt, hogy az orosz hadihajók némileg megismerkedjenek a NATO kommunikációs protokolljaival, lehetővé téve a későbbi NATO-orosz haditengerészeti manővereket. A Mahan 2004 decemberében tért vissza honi kikötőjébe, a Virginia állambeli Norfolkba.
2007. február 16-án a Mahan megkapta a Battle E kitüntetést a kiemelkedően magas harckészültségi szint elismeréseként.
2011-ben a Mahan-t ismét a Földközi-tengerre vezényelték, ahol a líbiai polgárháború kitörése után részt vett a NATO irányítása alatt folytatott Operation Unified Protector hadműveletben, amely az ENSZ Biztonsági Tanácsának 1970. és 1973. számú határozatán alapult. A Mahan elsődleges feladata hírszerzési és felderítési műveletek végrehajtása volt.

## További képek

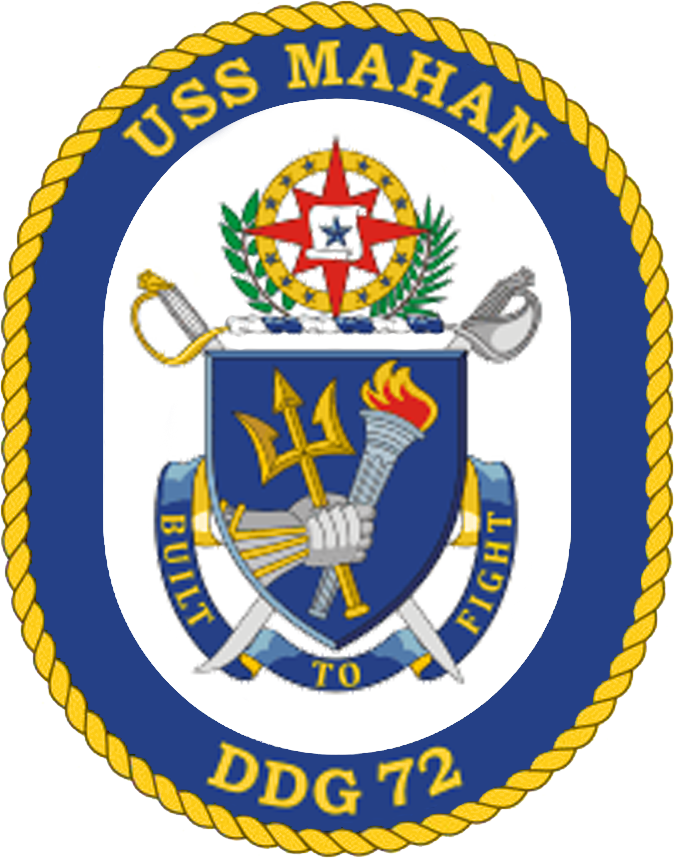
A Mahan címere. Jelmondata: "Built to fight".
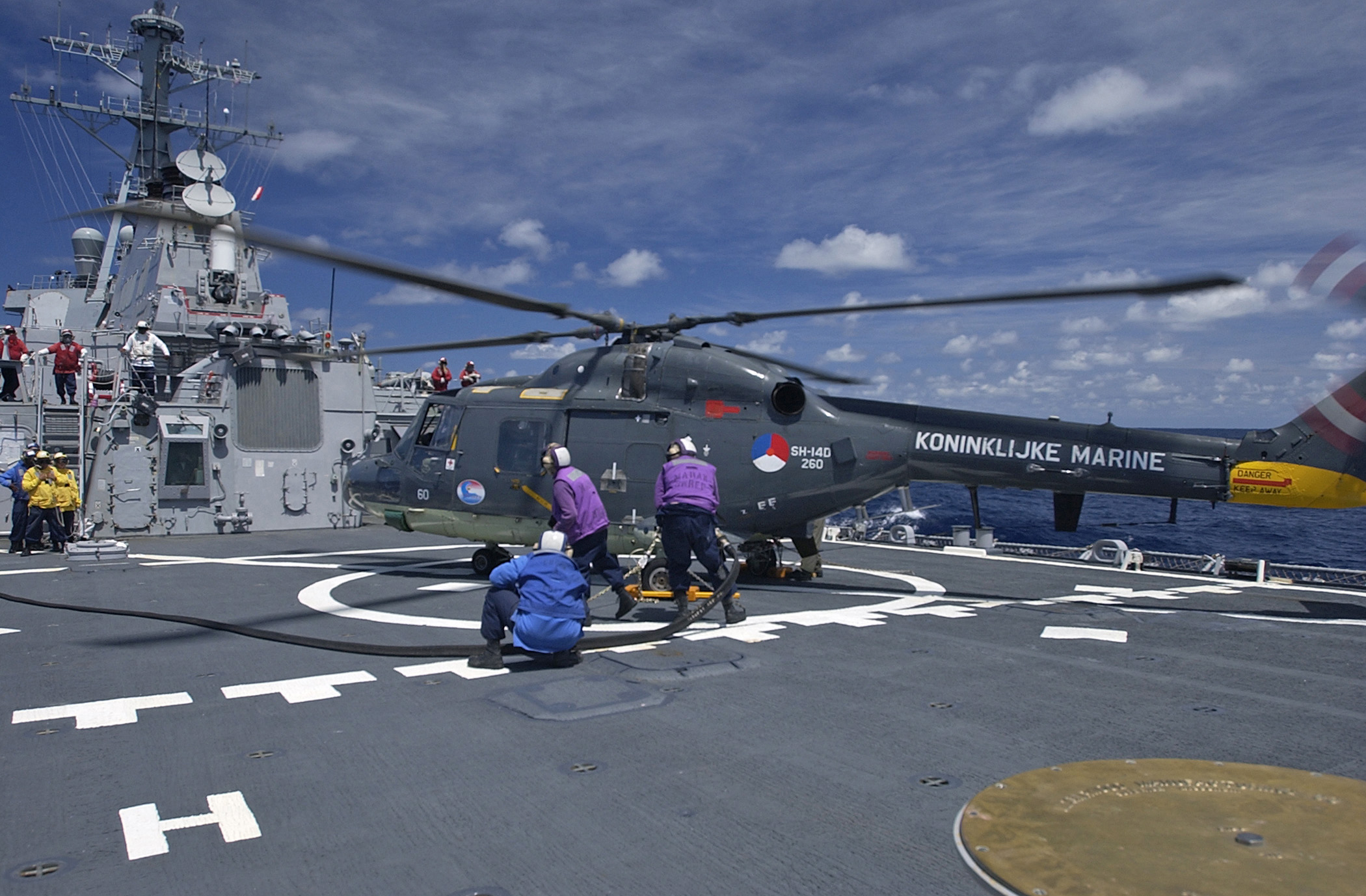
A Mahan repülésirányítói egy holland Westland Lynx Mk.25 típusú helikopterral a Karib-tengeren, egy kavilifikációs gyakorlat során.
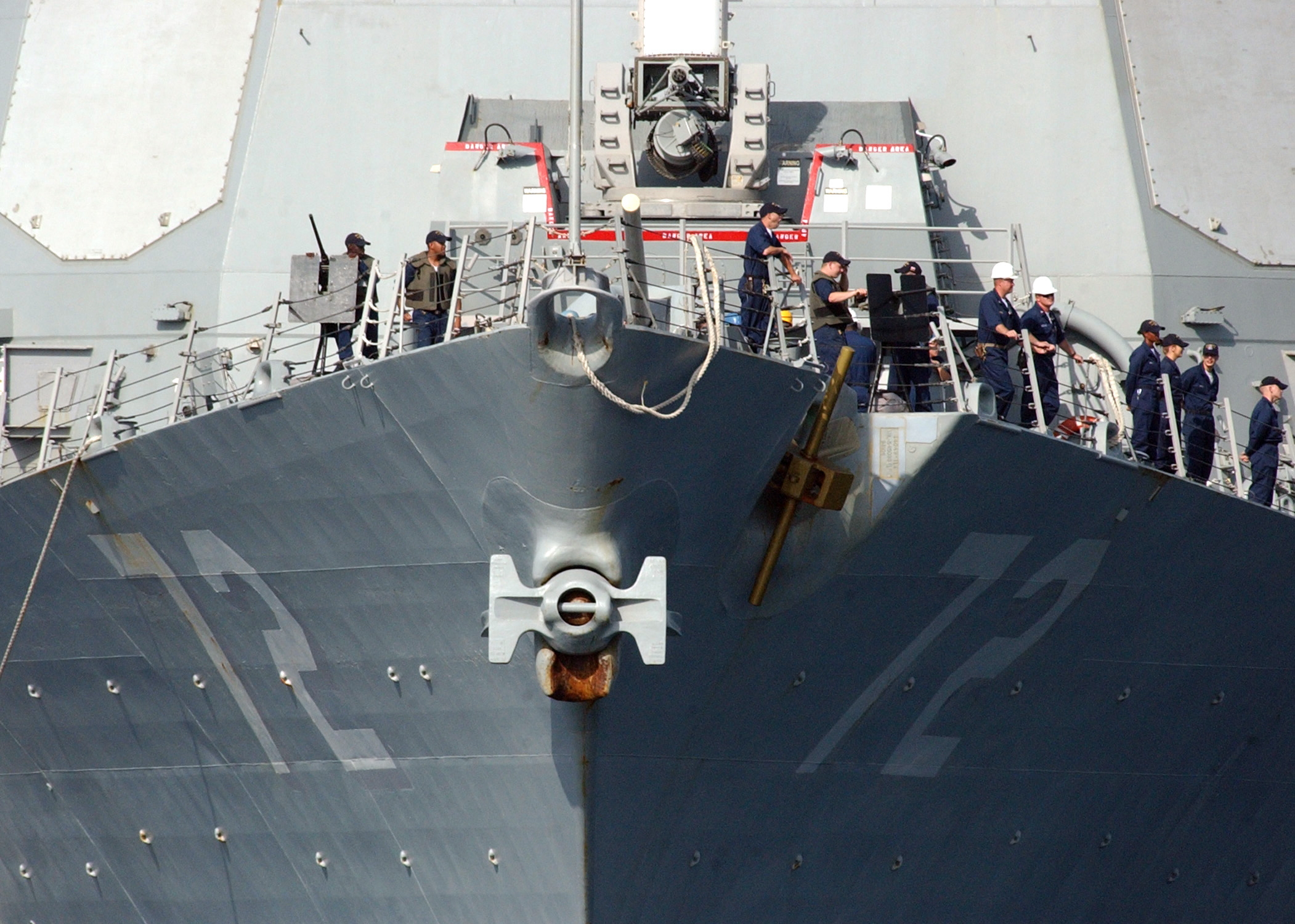
A Mahan szemből, egy 2005-ös látogatás során, amikor kikötött a görögországi Souda Bay kikötőben.
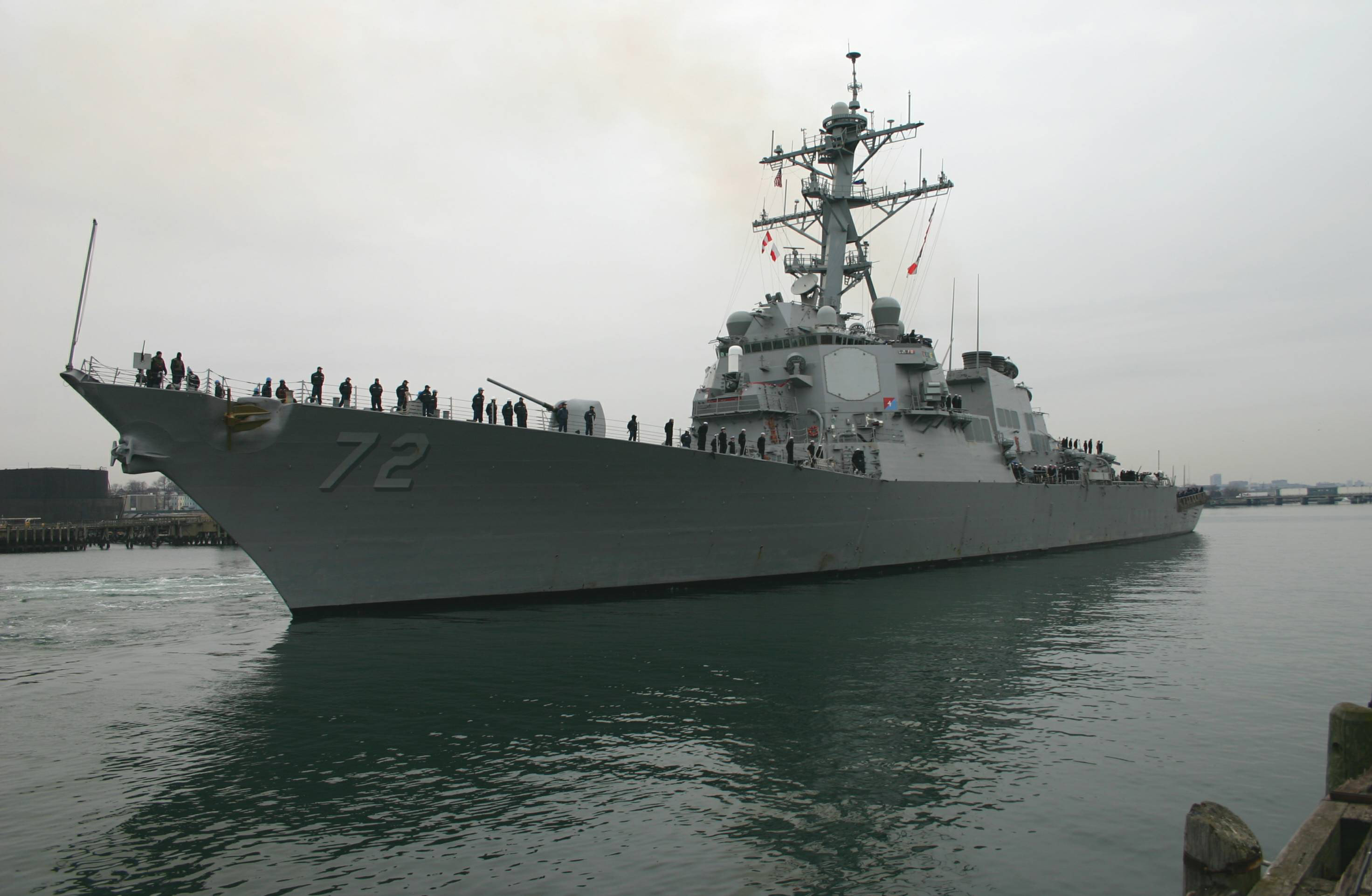
A Mahan kikötéshez készülődik Boston kikötőjében, 2007.
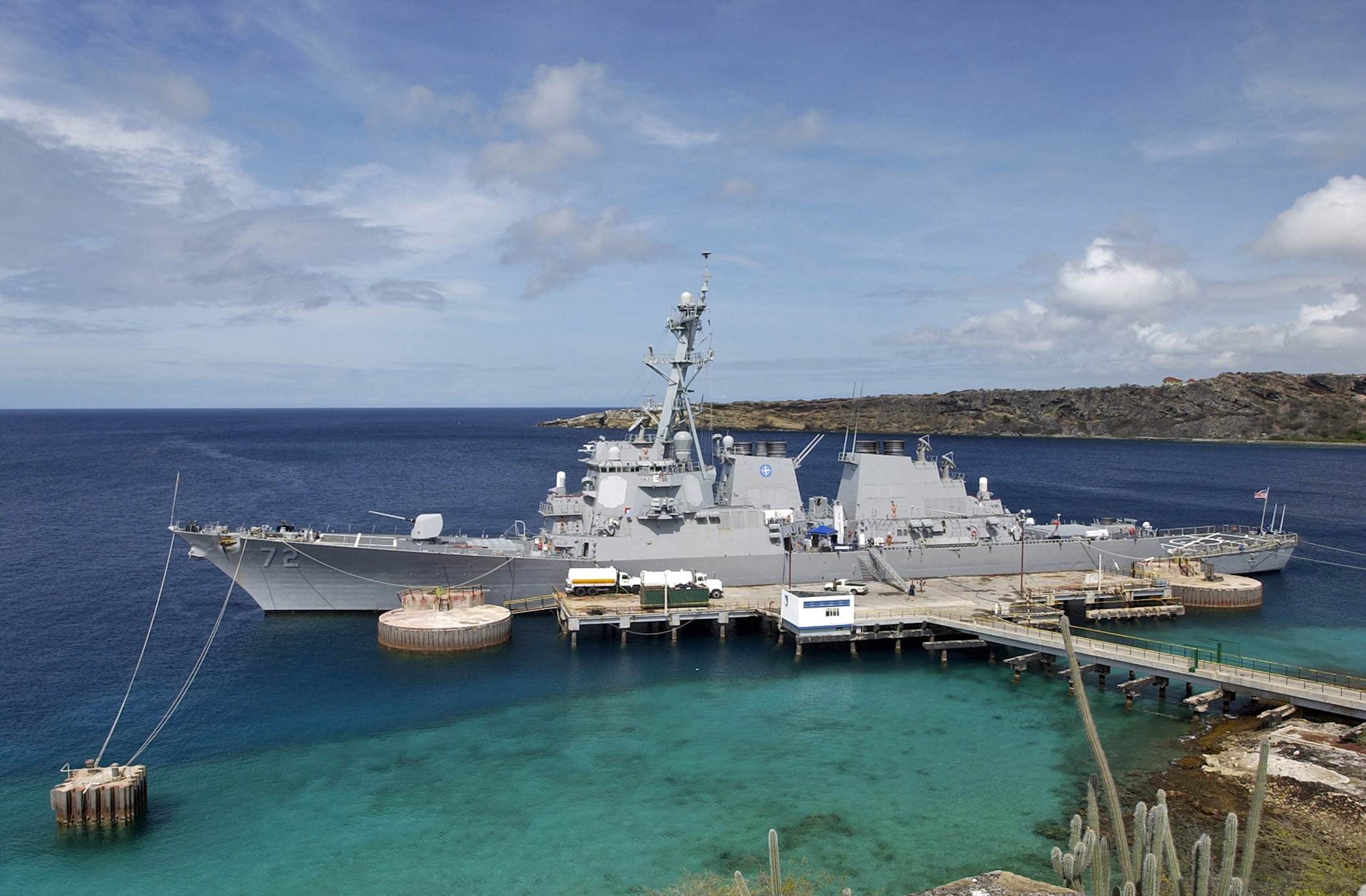
Caracasbaai kikötőjében 2007-ben, a Karib-tengeren tett útja egyik állomásán.
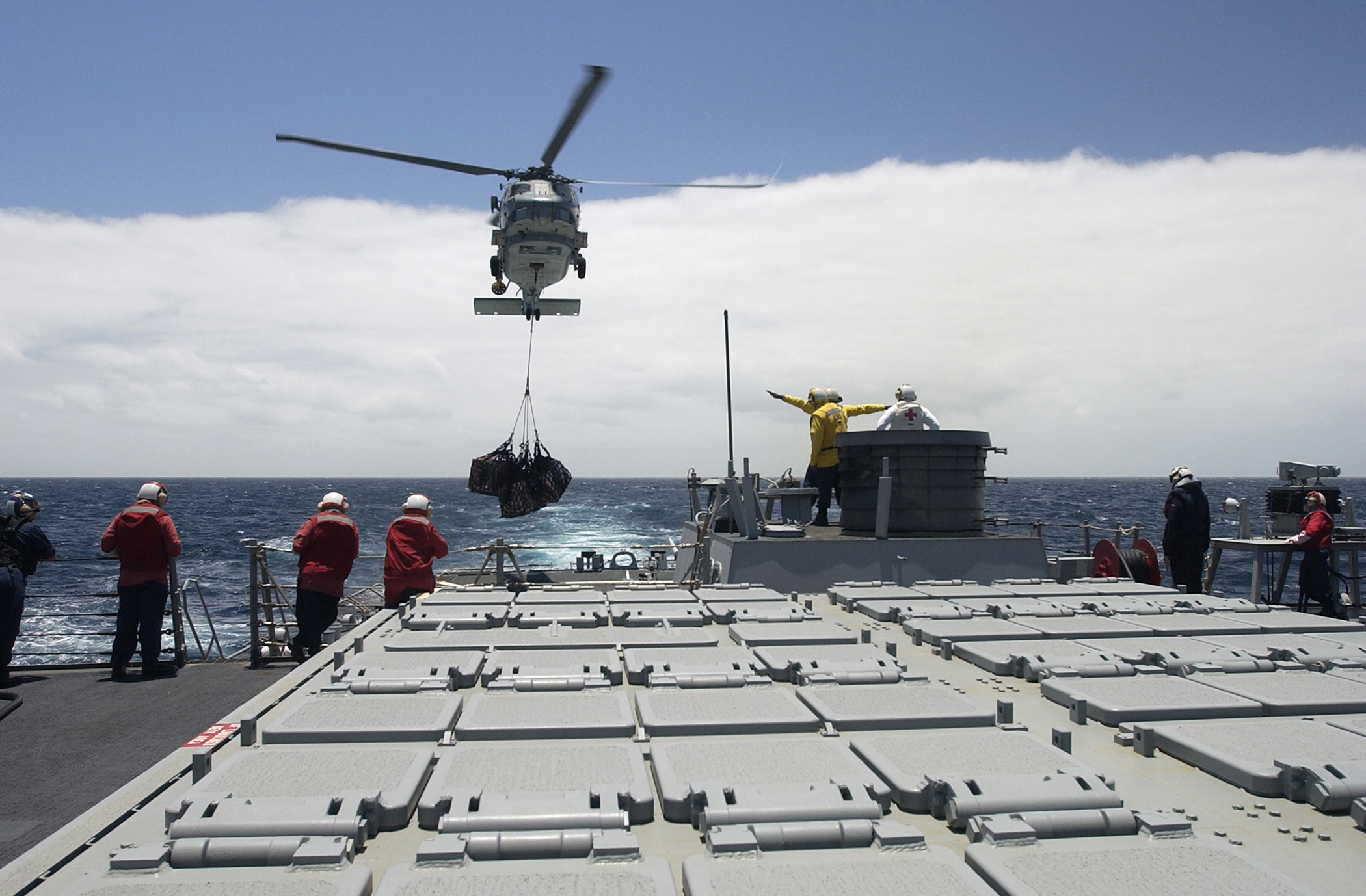
Egy SH-60B Seahawk helikopter utánpótlást dob le a Mahan fedélzetére. A kép előterében jól láthatók a függőleges rakétaindító rendszer cellái.
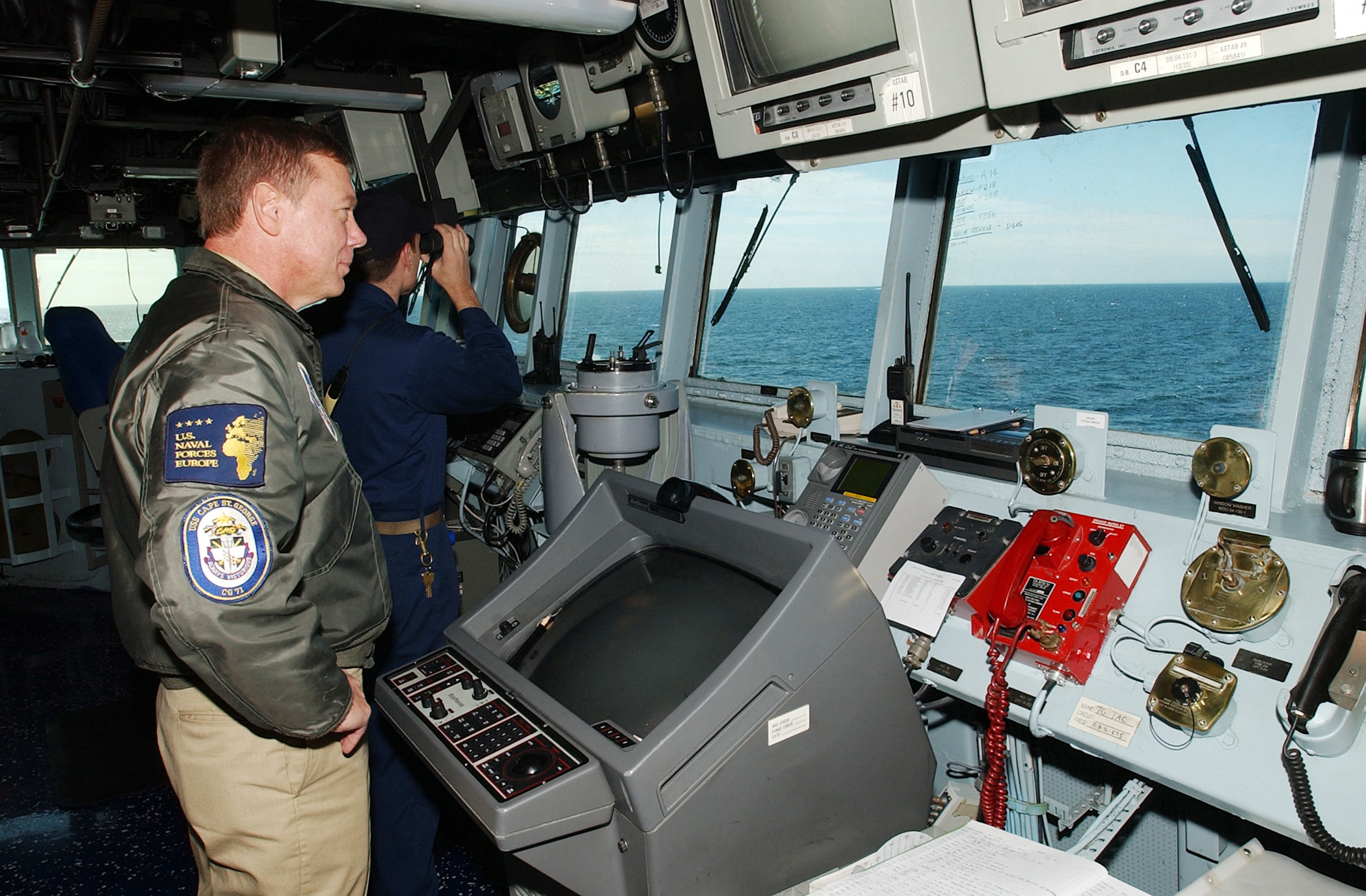
Az 1. Állandó NATO Haditengerészeti harccsoport parancsnoka, Michael K. Mahon ellentengernagy a Mahan fedélzetén 2007-ben, a Balti-tengeren.
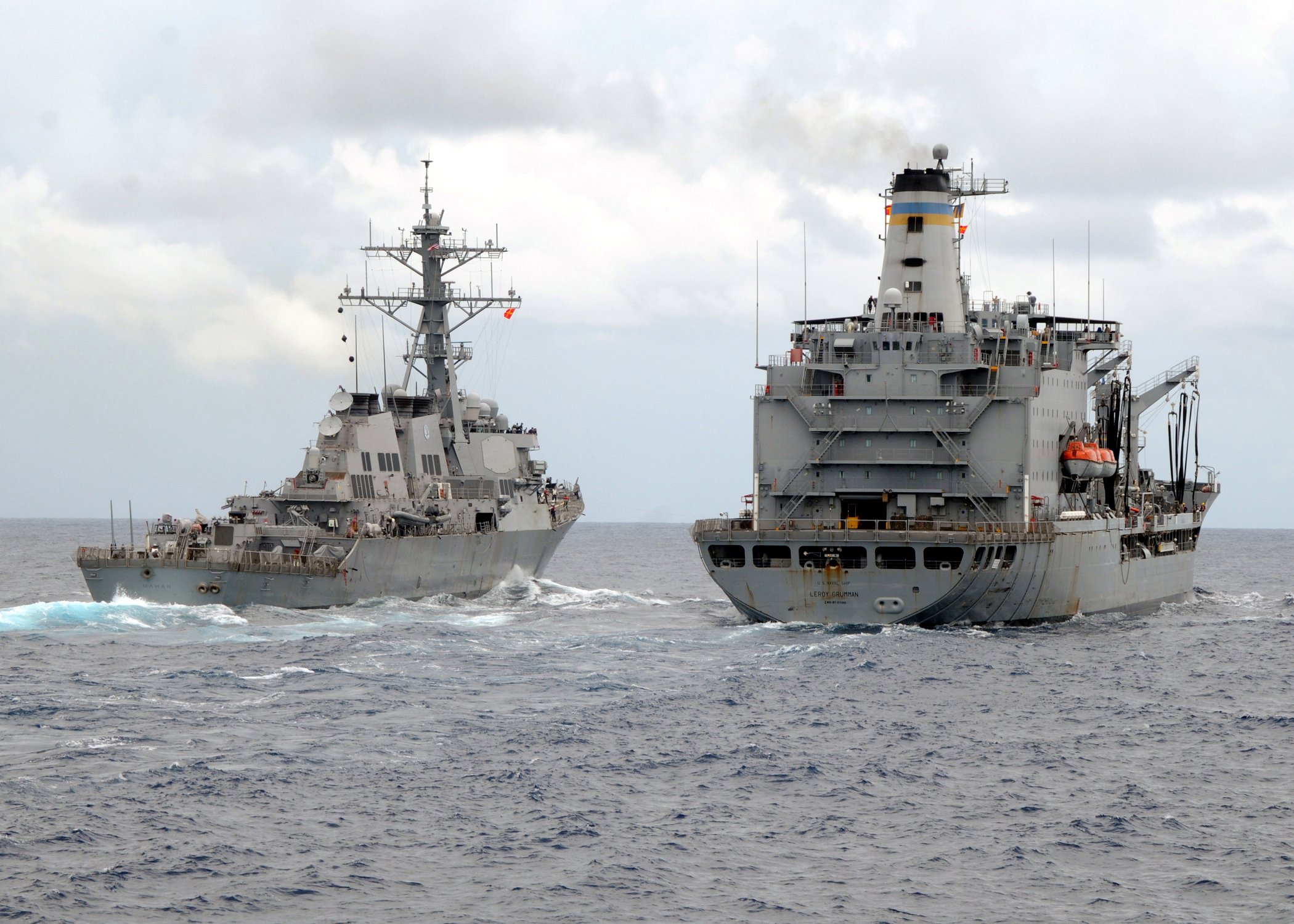
A Mahan (balra) az utánpótlást szállító USNS Leroy Grumman (T-AO 195) hajóval.
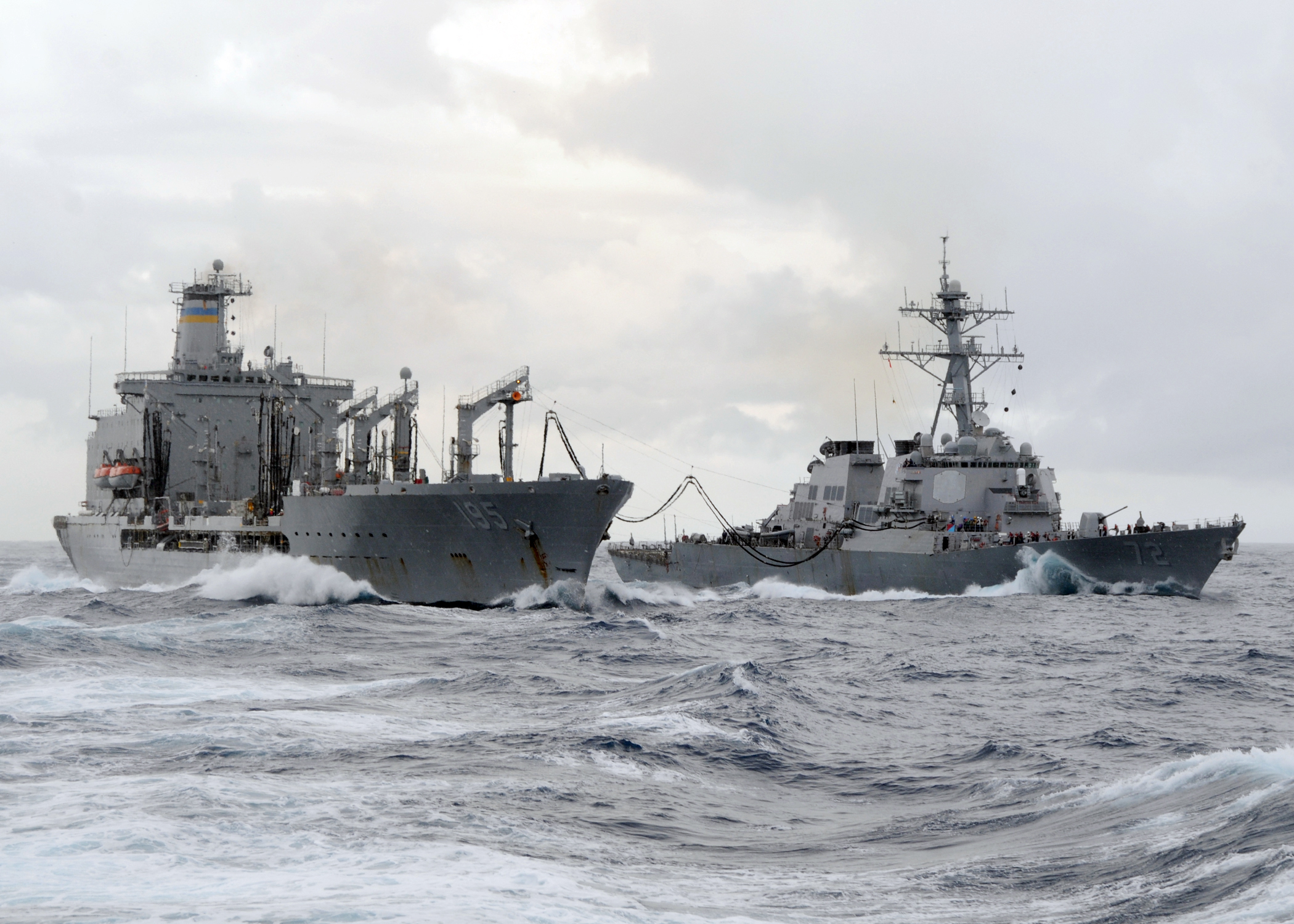
Üzemanyag-vételezés a nyílt tengeren.
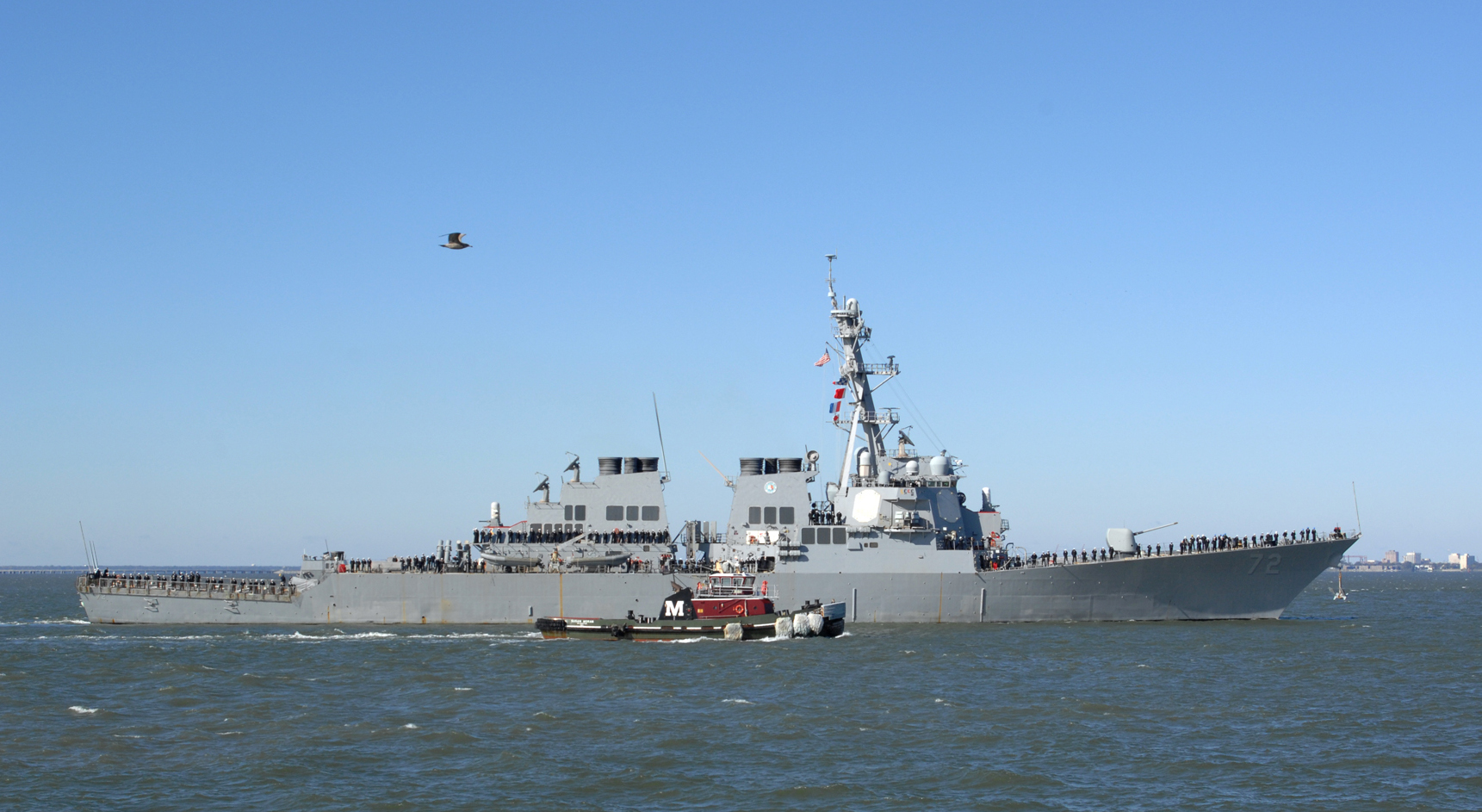
A Mahan kihajózik a norfolki haditengerészeti támaszpontról, miközben a legénység felsorakozik a fedélzeten, 2010.

### Fordítás
Ez a szócikk részben vagy egészben  az   USS Mahan (DDG-72) című angol Wikipédia-szócikk ezen változatának fordításán alapul.  Az eredeti cikk szerkesztőit annak laptörténete sorolja fel. Ez a jelzés csupán a megfogalmazás eredetét és a szerzői jogokat jelzi, nem szolgál a cikkben szereplő információk forrásmegjelöléseként.